# Pitcairnia acicularis
Pitcairnia acicularis är en gräsväxtart som beskrevs av Lyman Bradford Smith. Pitcairnia acicularis ingår i släktet Pitcairnia och familjen Bromeliaceae. Inga underarter finns listade i Catalogue of Life.